# Amy Truesdale
Pour les articles homonymes, voir Truesdale.
Amy Truesdale, née le 20 janvier 1989 à Chester (Angleterre), est une taekwondoïste handisport britannique concourant en +58 kg. Après deux titres mondiaux (2014, 2017), elle est médaillée de bronze aux Jeux de 2020.

## Biographie
Amy Truesdale commence le taekwondo à l'âge de 8 ans. Née sans avant-bras gauche, elle concoure contre les valides. Elle se tourne vers le handisport en 2009, quand le taekwondo est adapté.
Aux championnats d'Europe 2016, elle est médaillée d'or de +58 kg.
Lors des Mondiaux 2017, elle remporte l'or en battant la Marocaine Rajae Akermach 17 à 3. En 2014, elle avait déjà remporté l'or bien qu'elle ait perdu en finale, son adversaire ayant été déclassée après le championnat.
Truesdale est battue en demi-finale des Jeux paralympiques 2020 par la future championne paralympique l'Ouzbèke Guljonoy Naimova mais réussi à battre l'Iranienne Rayeheh Shahab pour décrocher le bronze.